# Järnvägsverket
Järnvägsverket (finska: Rautatievirasto) var en statlig myndighet i Finland 2006–2009. Enligt lagen ansvarade Järnvägsverket för den allmänna järnvägssäkerheten på det finländska järnvägsnätet, de myndighetsuppgifter som föreskrevs för eller anvisades verket och det internationella samarbetet på området samt att övervaka att säkerheten iakttogs inom järnvägssystemet. Det ersattes 1 januari 2010 av Trafiksäkerhetsverket.
I praktiken skötte verket bland annat kontrollavgiftsverksamhet av tågbiljetter i persontrafik.
Verket hade kontor i Granithuset i stadsdelen Kampen i Helsingfors. Verkets överdirektör hette Kari Alppivuori.